# Siegbert Hummel
Siegbert Hummel (* 18. Juli 1908 in Rodewisch; † 28. März 2001 in Röthenbach) war ein deutscher Tibetologe, Sinologe, Linguist, Kulturhistoriker und Vikar. Seine Arbeit war breit gefächert und konzentrierte sich auf Eurasien und die tibetische Kultur, die Bön-Religion, die westhimalayaische Sprache Zhangzhung und die Gesar-Epik.

## Leben
Hummel legte 1932 sein Abitur am König-Albert-Gymnasium in Leipzig ab. Zwischen 1932 und 1938 studierte er an den Universitäten Tübingen, Leipzig und München Theologie, Philosophie Psychologie und Kunstgeschichte.
Von 1938 bis 1947 arbeitete er in Leipzig und Dresden in einem kirchlichen Amt der lutherischen Kirche. Während dieser Zeit studierte er Chinesisch, Japanisch, Tibetisch und Mongolisch sowie Ethnologie und Ägyptologie. 1947 wurde er Kurator der asiatischen Abteilung am Museum für Völkerkunde zu Leipzig und blieb dies bis 1955, als er aus politischen Gründen entlassen wurde. An der Universität Leipzig promovierte er 1948 in Sinologie unter seinem Doktorvater Eduard Erkes. Siegbert Hummel publizierte ab 1948 zahlreiche Aufsätzen in Fachzeitschriften und verfasste einige Beiträge zu Ausstellungskatalogen. Zudem widmete er sich der tibetischen Sprach- und Kulturwissenschaft.
Nachdem Hummel im Jahr 1955 das Museum verlassen hatte, arbeitete er bis zu seinem Ruhestand in Röthenbach und Plohn als Pastor.

## Familie
Siegbert Hummel war mit Eva-Luise verheiratet. Das Paar hatte drei Kinder: Dolma Borchert (* 1949), Ulrich Hummel (* 1954) und Robert Hummel (* 1961).

## Auszeichnungen
- 1996: Ehrenbürger der Stadt Rodewisch